# Khuduklestes
Khuduklestes — рід вимерлих ссавців невизначеної спорідненості з пізньої крейди Китаю. Він досить схожий на також м'ясоїдних і таксономічно невизначених Oxlestes, хоча й трохи менший.

## Опис
Худуклестес наразі представлений єдиним екземпляром, віссю хребта, який відомий із сеноманських відкладень у провінції Ганьсу в Китаї. Він досить схожий на Oxlestes і є одним з найбільших залишків хребетних ссавців з мезозою, що вказує на тварину розміром з кішку.

## Класифікація
Худуклестес спочатку був поміщений в Deltatheroida на основі його схожості з Oxlestes. Однак, як і Окслестес, його ідентичність як дельтатероїду також була піддана сумніву, і його періодично також вважали членом евтерової клади ссавців.